# Porfiria variegata
La porfiria variegata è un disordine della biosintesi dell'eme, classificato tra le porfirie e trasmesso come tratto autosomico dominante. È nota anche come porfiria epatica mista, porfiria mista, porfiria genetica sudafricana e porfiria sudafricana. La malattia, causata dalla presenza di bassi livelli dell'enzima protoporfirinogeno ossidasi coinvolto nella sintesi dell'eme, si può manifestare con una clinica acuta, grave ma non duratura, che coinvolge soprattutto la cute.

## Epidemiologia
La malattia è caratterizzata da una prevalenza molto elevata in Repubblica Sudafricana, dove si presenta in 1 caso ogni 300 abitanti. Da contro, in Finlandia, la porfiria variegata si presenta in un caso ogni 75 000 abitanti; è presente inoltre in Argentina, in Svezia e in Australia. Quando si presenta in altre popolazioni, come ad esempio in Svizzera, si tratta solitamente di mutazioni diverse da quelle caratterizzanti la forma sudafricana.

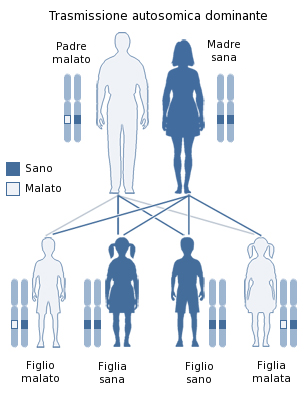
La porfiria variegata è caratterizzata da un'ereditarietà autosomica dominante

## Eziologia
La causa della porfiria variegata è una mutazione del gene PPOX che codifica per l'enzima protoporfirinogeno ossidasi, responsabile della trasformazione del protoporfirinogeno IX in protoporfirina IX. Inizialmente si era pensato che il gene fosse localizzato sul cromosoma 14, ma studi successivi hanno confermato che si trova sul cromosoma 1, nel locus q22. Causa di porfiria variegata è anche la mutazione del gene HFE, localizzato nel cromosoma 6, nel locus
p21.3.
La trasmissione è autosomica dominante a penetranza incompleta e le manifestazioni cliniche si presentano in circa la metà dei pazienti affetti; i casi di omozigosi sono caratterizzati da una clinica più grave con esordio in età precoce.

## Clinica
Le manifestazioni cliniche sono soprattutto cutanee, in particolare nelle zone esposte alla luce solare e consistono in un aumento della fragilità cutanea, con vescicole, cicatrici e fotosensibilità, con aree di iperpigmentazione e ipertricosi. Altri segni e sintomi, tipici degli attacchi acuti, sono il dolore addominale, stipsi, ipertensione arteriosa e tachicardia. A livello neuromuscolare si può manifestare con astenia, paralisi, alterazione della sensibilità e neuropatie, mentre i segni psichiatrici possono andare dal semplice disorientamento alla psicosi.
I casi di omozigosi si presentano solitamente durante l'età infantile e possono comportare, oltre ad anomalie scheletriche della mano e bassa statura, ritardo mentale e episodi convulsivi.

## Trattamento
Il trattamento non è diverso dalle altre forme di porfiria, e consiste in agenti porfirinogenici, come l'emina, e sull'uso di prodotti per la protezione solare. Il trapianto di fegato è stato utilizzato come opzione terapeutica.
In caso pazienti affetti da porfiria variegata debbano essere sottoposti ad anestesia è controindicato l'uso di tiopental e dei barbiturici in generale, perché sono in grado di provocare una crisi acuta di porfiria a causa dell'induzione enzimatica che producono nel fegato. In questi pazienti viene di norma preferito propofol come induttore di anestesia.